# Лошкарьов Михайло Олександрович
Миха́йло Олекса́ндрович Лошкарьо́в (* 11 (24) січня 1913, Оренбург — 1986) — український радянський хімік, член-кореспондент АН УРСР з 1967, заслужений діяч науки УРСР з 1978.

## Життєпис
В 1936 закінчив Уральський індустріальний інститут. З 1948 року працює завідувачем кафедри Дніпропетровського хіміко-технологічного інституту (в 1951-72 роках — його ректор).
1967 — член-кореспондент АН УРСР.
Наукові праці стосуються електрохімії, першою чергою — кінетики електрохімічних процесів. Розробив теорію впливу поверхнево-активних речовин на кінетику електродних процесів, досліджував катодні виділення металів.
Завідував кафедрою до 1986 року. Основним напрямком наукових досліджень кафедри цього часу стає кінетика електродних реакцій у присутності органічних речовин.
Систематичні дослідження призвели до обґрунтованого доведення питання виникнення додаткового енергетичного бар'єра на шляху процесу розряду-іонізації. Дослідження цієї закономірності дало можливість розробити нові технологічні режими промислової електрокристалізації металів. Цього часу в групі авторів працювали О. М. Озеров, О. К. Кривцов, В. І. Черненко, Ю. М. Лошкарьов, Ф. Й. Данилов, О. О. Крюкова, М. П. Севрюгина, Е. І. Дубяго, Б. І. Томилов, М. П. Єфремова, Т. Ф. Д'яченко, І. П. Кудіна, А. А. Казаров, Г. Є. Боль, А. Ф. Нестеренко.
Зареєстровано 22 його патенти.
Нагороджений орденами Леніна — 1971, і Трудового Червоного Прапора.